# Tetraphyllidea
Tetraphyllidea jest to rząd wieloczłonowych tasiemców, których skoleks zaopatrzony jest w cztery ruchliwe, podzielone niekiedy poprzecznymi przegrodami, nierzadko osadzone na szypułkach. Haki występują tylko na przedniej krawędzi bruzd. Stadium cysicerkoidu prawdopodobnie występuje u morskich skorupiaków, stadium plerocerkoidu obecne jest w jelicie morskich Teleostei oraz Cephalopoda. Dojrzałe tasiemce bytują na zastawce spiralnej ryb chrzęstnoszkieletowych. Przedstawicielem tego rzędu są:
- Echeneobothrium fallax bytujący w jelicie płaszczki.
- Anthobothrium cornuscopia jego wielkość wynosi około 150-200 mm, bytuje on w jelicie różnych gatunków rekinów z rodzaju Mustelus, Carcharias, Trigon.
- Phyllobothrium lactuca ten tasiemiec także obecny jest u rekinów, ale należących do takich rodzajów: Mustelus, Galeus i Galeocerdo.

Do rzędu należą następujące rodziny:
- Cathetocephalidae
- Disculicipitidae
- Prosobothriidae
- Dioecotaeniidae
- Onchobothriidae
- Phyllobothriidae
- Chimaerocestidae